# Itoi Shigesato no Bass Tsuri No. 1
Itoi Shigesato no Bass Tsuri No. 1 (糸井重里のバス釣りNo.1, lit. Shigesato Itoi's Bass Fishing) est un jeu vidéo de pêche sorti en 1997 sur Super Nintendo et en 2001 sur Nintendo 64. Le jeu a été développé par HAL Laboratory et édité par Nintendo.
La version sur Nintendo 64 est la Definitive Edition, c'est-à-dire une version améliorée.